# ديريك وادزورث
ديريك وادزورث (بالإنجليزية: Derek Wadsworth)‏ هو منتج أسطوانات وملحن بريطاني، ولد في 5 فبراير 1939 في Cleckheaton ‏ في المملكة المتحدة، وتوفي في 3 ديسمبر 2008 في أكسفوردشير في المملكة المتحدة.

## وصلات خارجية
- الموقع الرسمي
- ديريك وادزورث على موقع IMDb (الإنجليزية)
- ديريك وادزورث على موقع ميوزك برينز (الإنجليزية)
- ديريك وادزورث على موقع ميوزك برينز (الإنجليزية)
- ديريك وادزورث على موقع أول ميوزيك (الإنجليزية)
- ديريك وادزورث على موقع ديسكوغز (الإنجليزية)